# دنهام سبرينغز
دنهام سبرينغز (لويزيانا) (بالإنجليزية: Denham Springs, Louisiana)‏ هي مدينة تقع في الولايات المتحدة في لويزيانا. يقدر عدد سكانها بـ 10,215 نسمة .

## التركيبة السكانية
حدّد مكتب تعداد الولايات المتحدة بيانات التركيبة السكانية لدنهام سبرينغز في تعداد الولايات المتحدة. في ما يلي، التركيبة السكانية حسب تعدادي 2000 و2010.

### تعداد عام 2000
بلغ عدد سكان دنهام سبرينغز 8,757 نسمة بحسب تعداد عام 2000، وبلغ عدد الأسر 3,308 أسرة وعدد العائلات 2,432 عائلة مقيمة في المدينة. في حين سجلت الكثافة السكانية 459.7 نسمة لكل كيلومتر مربع (1,190.6/ميل2). وبلغ عدد الوحدات السكنية 3,550 وحدة بمتوسط كثافة قدره 186.4 لكل كيلومتر مربع (482.8/ميل2).
وتوزع التركيب العرقي للمدينة بنسبة 84.58% من البيض و13.32% من الأمريكيين الأفارقة و0.25% من الأمريكيين الأصليين و0.67% من الأمريكيين ذوي الأصول الآسيوية و0.08% من سكان جزر المحيط الهادئ و0.17% من الأعراق الأخرى و0.92% من عرقين مختلطين أو أكثر و0.89% من الهسبانيون أو اللاتينيون من أي عرق.
بلغ عدد الأسر 3,308 أسرة كانت نسبة 40.3% منها لديها أطفال تحت سن الثامنة عشر تعيش معهم، وبلغت نسبة الأزواج القاطنين مع بعضهم البعض 55.3% من أصل المجموع الكلي للأسر، ونسبة 14.3% من الأسر كان لديها معيلات من الإناث دون وجود شريك،  بينما كانت نسبة 3.9% من الأسر لديها معيلون من الذكور دون وجود شريكة وكانت نسبة 26.5% من غير العائلات. تألفت نسبة 22.7% من أصل جميع الأسر من عدة أفراد يعيشون في نفس المنزل ونسبة 9.7% كانت تتألف من شخص يعيش بمفرده يبلغ من العمر 65 عاماً أو أكثر. وبلغ متوسط حجم الأسرة المعيشية 2.65، أما متوسط حجم العائلات فبلغ 3.11.
بلغ العمر الوسطي للسكان 35.2 عاماً. وكانت نسبة 26.8% من القاطنين تحت سن الثامنة عشر، وكانت نسبة 9.4% بين الثامنة عشر والرابعة والعشرين عاماً، ونسبة 29.4% كانت واقعةً في الفئة العمرية ما بين الخامسة والعشرين والرابعة والأربعين عاماً، ونسبة 22.9% كانت ما بين الخامسة والأربعين والرابعة والستين، ونسبة 11.5% كانت ضمن فئة الخامسة والستين عاماً فما فوق. يوجد لكل 100 أنثى 90.0 ذكر، ويوجد لكل 100 أنثى في الثامنة عشر من عمرها فما فوق 86.5 ذكر.
بلغ متوسط دخل الأسرة في المدينة 41,296 دولارًا، أما متوسط دخل العائلة فبلغ 48,793 دولارًا. وكان متوسط دخل الذكور 35,820 دولارًا مقابل 24,286 دولارًا للإناث. وسجل دخل الفرد الخاص بالمدينة 18,603 دولارًا. وكانت نسبة 7.3% من العائلات ونسبة 10.7% من السكان تحت خط الفقر، وكان من هؤلاء نسبة 12.5% تحت سن الثامنة عشر ونسبة 15.2% في الخامسة والستين من العمر وما فوق.

### تعداد عام 2010
بلغ عدد سكان دنهام سبرينغز 10,215 نسمة بحسب تعداد عام 2010، وبلغ عدد الأسر 4,000 أسرة وعدد العائلات 2,772 عائلة مقيمة في المدينة. في حين سجلت الكثافة السكانية 536.2 نسمة لكل كيلومتر مربع (1,388.8/ميل2). وبلغ عدد الوحدات السكنية 4,241 وحدة بمتوسط كثافة قدره 222.6 لكل كيلومتر مربع (576.5/ميل2).
وتوزع التركيب العرقي للمدينة بنسبة 81.31% من البيض و14.93% من الأمريكيين الأفارقة و0.38% من الأمريكيين الأصليين و0.53% من الأمريكيين ذوي الأصول الآسيوية و0.03% من سكان جزر المحيط الهادئ و1.60% من الأعراق الأخرى و1.22% من عرقين مختلطين أو أكثر و4.13% من الهسبانيون أو اللاتينيون من أي عرق.
بلغ عدد الأسر 4,000 أسرة كانت نسبة 34.8% منها لديها أطفال تحت سن الثامنة عشر تعيش معهم، وبلغت نسبة الأزواج القاطنين مع بعضهم البعض 45.6% من أصل المجموع الكلي للأسر، ونسبة 17.6% من الأسر كان لديها معيلات من الإناث دون وجود شريك،  بينما كانت نسبة 6.2% من الأسر لديها معيلون من الذكور دون وجود شريكة وكانت نسبة 30.7% من غير العائلات. تألفت نسبة 25.4% من أصل جميع الأسر من عدة أفراد يعيشون في نفس المنزل ونسبة 9.2% كانت تتألف من شخص يعيش بمفرده يبلغ من العمر 65 عاماً أو أكثر. وبلغ متوسط حجم الأسرة المعيشية 2.55، أما متوسط حجم العائلات فبلغ 3.04.
بلغ العمر الوسطي للسكان 36.4 عاماً. وكانت نسبة 25.5% من القاطنين تحت سن الثامنة عشر، وكانت نسبة 9% بين الثامنة عشر والرابعة والعشرين عاماً، ونسبة 26.1% كانت واقعةً في الفئة العمرية ما بين الخامسة والعشرين والرابعة والأربعين عاماً، ونسبة 26.7% كانت ما بين الخامسة والأربعين والرابعة والستين، ونسبة 12.7% كانت ضمن فئة الخامسة والستين عاماً فما فوق. وتوزع التركيب الجنسي للسكان بنسبة 47.1% ذكور و52.9% إناث.